# Tri Telecom
A Tri Telecom é uma empresa brasileira de telecomunicações sediada em Porto Alegre, Rio Grande do Sul. A empresa é dedicada à prestação de serviços de internet banda larga e telefonia fixa via Fibra Ótica.

## História
A Tri Telecom foi fundada com o nome Triade Tecnologia, oferecendo serviços de Outsourcing e Banda Larga via rádio, na Região Metropolitana de Porto Alegre. Em 2012 a empresa recebeu da Anatel a outorga STFC, a habilitando para o fornecimento de telefonia fixa em todo território nacional.
Credenciada como operadora, em 2012 a Tri Telecom iniciou a implantação de rede de fibra ótica para atendimento empresarial, nas cidades de Porto Alegre e Alvorada.
Em 2013, a Tri iniciou as operações de atendimento residencial com tecnologia GPON na modalidade FTTH, sendo a primeira operadora na grande Porto Alegre instalar a rede de fibra ótica até a residência do assinante.
No ano de 2014, a Tri consolidou a nova estratégia de branding, adotou seu nome atual e nova identidade visual, utilizados até hoje. O nome curto e simples busca identificação imediata com o público gaúcho, principal área de atuação geográfica da operadora.

## Serviços
Para os clientes pessoa física a Tri Telecom oferece serviços de Internet Banda Larga e telefonia fixa via Fibra Ótica.
Para micro e pequenas empresas oferece: Soluções de voz, dados e internet.
Para médias e grandes empresas: Soluções de voz e dados personalizadas para o segmento.
Para outras operadoras: Clear channel, IP Trânsito, compartilhamento de infraestrutura.

## Área de abrangência
A Tri Telecom hoje está presente na Região Metropolitana de Porto Alegre, com presença em 9 municípios que compreendem 45% da população do Rio Grande do Sul.